# Rinaldo II d'Este
 (mars 2025).
Rinaldo II d'Este, mort vers le 31 décembre 1335 à Ferrare, est un seigneur de Ferrare et condottiere.

## Biographie
Rinaldo II d'Este est le fils du marquis de Ferrare Aldobrandino II d'Este et de Alda (Alida) Rangoni (it).
Il épouse Lucrezia (Lucrèce) di/da Barbiano. Ils ont une fille Béatrice (Béatrix) d'Este qui épouse Jacques de Savoie-Achaïe, seigneur de Piémont.